# 月球進動

月球停變期：月球的赤緯每隔18.6年達到其範圍最大值或最小值。

月球進動是一個術語，用於表示與月球運動相關的三種不同進動。 
首先，它可以指月球自轉軸相對於參考平面的方向變化，遵循進動的正常規則，然後是旋轉物體。此外，月球軌道經歷了兩種重要的進動類型：拱線進動和交點進動。

## 軸向進動
月球的自轉軸也會經歷進動。由於月球相對於黃道（圍繞太陽的地球軌道平面）的軸向傾斜僅為1.5°，這種影響很小。 每18.6年一次，月球北極圍繞著天龍座中某一點描述出一個小圓圈，而相應地，月球南極也圍繞著劍魚座中某一點描述出一個小圓圈。與地球類似，月球的軸向進動是向西的。然而，拱線進動與旋轉方向相同（意味著拱線進動向東）。

## 拱線進動

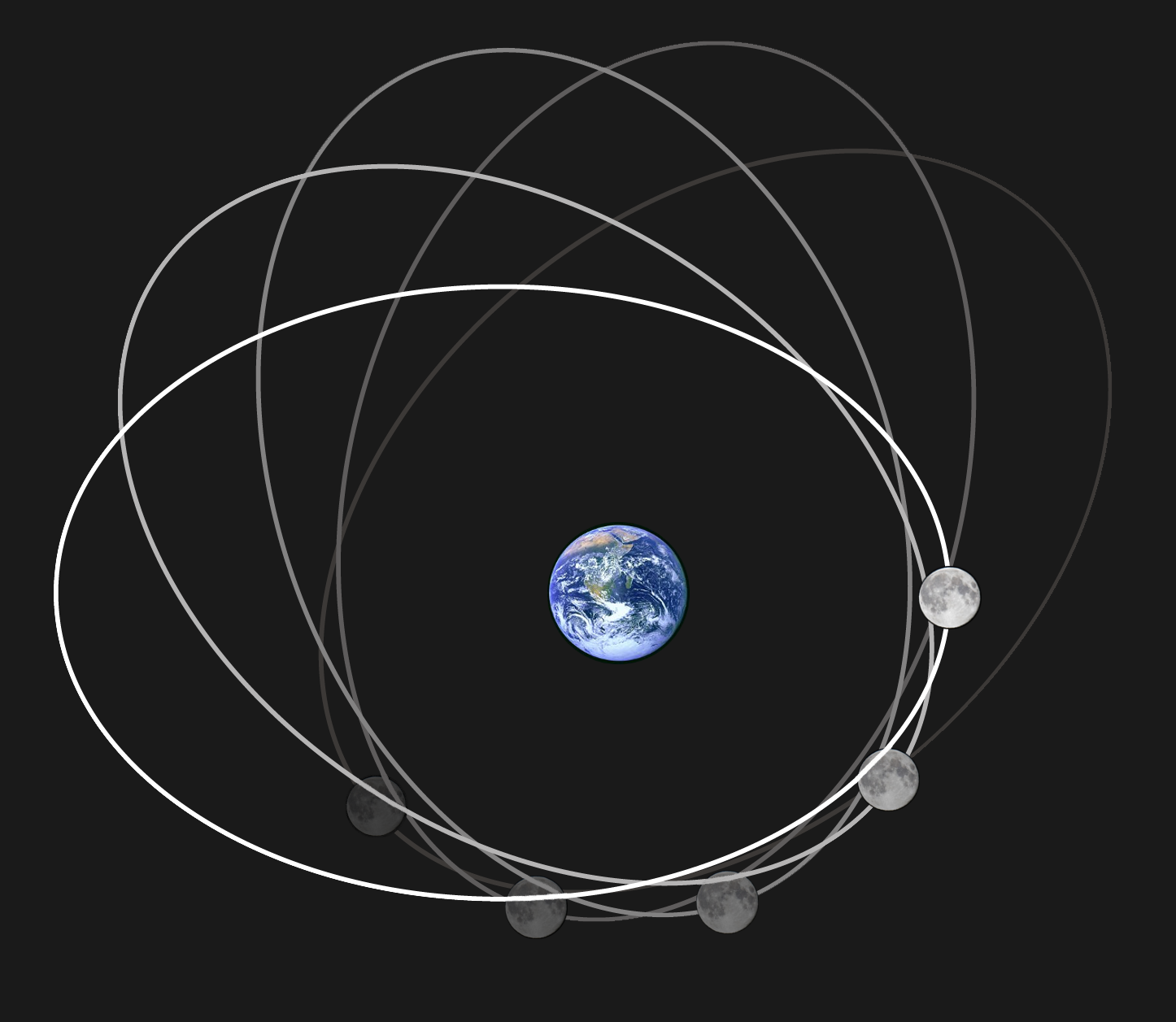
當月球橢圓軌道的長軸方向每8.85年以與月球自轉相同的方向旋轉一次時，就會發生拱線進動。這張圖片向上描繪了地球的地理南極，而月球軌道的橢圓形狀（從近乎圓形的形狀被大大誇大，以使進動明顯）正在從白色軌道旋轉到灰色軌道。

這種進動是月球橢圓軌道（從近地點到遠地點的拱點線）長軸的進動，在大約8.85年內向東進動360°。這就是為什麼近點月（月球從近地點移動到遠地點並再次移動到近地點的週期）比恆星月（月球相對於固定恆星完成一個軌道所需的時間）長的原因。在大約3,233天（8.85年）之後，恆星月數超過近點月數整整一個的同時，這一拱線進動完成了一次自轉。.

## 交點進動

月球交點是月球軌道與黃道相交的點。

另一種類型的月球軌道進動是月球軌道平面的進動。月球交點進動的週期定義為軌道交點的升交點相對於春分點（南半球秋分點）移動360°所需的時間。這大約是18.6年，運動方向是向西的，即從天球北方向鳥瞰，與地球繞太陽的軌道相反。這就是為什麼交點月或交點週期（月球返回其軌道上同一交點所需的週期）比恆星月短的原因。在一個交點進動週期之後，交點月數正好超過恆星月數一個。這一時期約為6793天（18.60年）。
由於這一交點進動，太陽返回同一月球交點的時間食年比恆星年短約18.6377天。一個月球交點進動期間的太陽軌道數（年）等於軌道週期（一年）除以此差值，減去一：365.2422/18.6377 − 1。
進動週期影響潮汐的高度。在一半的週期中，高潮和低潮不太極端，而在另一半週期中，它們被放大，高潮大於平均值，低潮小於平均值。